# Polarhare
Polarhare (Lepus arcticus) er en hare, der lever i polarklimaet i Grønland og det nordlige Canada. Den kan have hvid eller brun pels.
Polarharen overlever med kortere ører, lemmer - og en smal næse. Fedt udgør 20% af dens kropsvægt og den har en tyk pels. Polarharen graver huller i jorden eller sneen, hvor den kan holde varmen og sove. Polarharen kan løbe med hastigheder på op til 60 km/t.